# Rovienkové pleso
Rovienkové pleso, Rovienkové plieska (polsky Rówienkowe Stawky) jsou proměnlivou skupinou drobných jezírek v přední části Rovienek ve Vysokých Tatrách.  Vyschlá jezerní plocha má rozlohu 0,0173 ha. Je 18 m dlouhá a 16 m široká. Nachází se v nadmořské výšce 1795 m.

## Název
Pojmenované je (jsou) podle jejich polohy v Rovienky, které za své pojmenování vděčí charakteristickým nížinným plochám, rovinkám. Starší literatura se o nich nezmiňuje.

## Vodní režim
Pokud jsou na mapách zakreslena, tvoří tříčlennou skupinu s názvem Rovienkové plieska nebo jen jediné Rovienkove pleso, které má stálý charakter a je umístěné nad Rovienkovým vodopádem. Jejich vodní hladina závisí na množství srážek. Menší vlivem teplého počasí vysychají. Na mapách je vyznačeno jedno nevysychající pleso.